# Profvoetballer van het Jaar 2006
Het Belgische gala van de Profvoetballer van het Jaar 2006 werd georganiseerd op 7 mei 2006 in het casino in Knokke. Mbark Boussoufa won de trofee en werd zo de eerste speler van AA Gent die de prijs wist te veroveren.

## Winnaars
Mbark Boussoufa, de kleine, dribbelvaardige aanvaller van AA Gent, was in het seizoen 2005/06 de absolute uitblinker in de Belgische competitie. De Marokkaanse Nederlander, die ook Jonge Profvoetballer van het Jaar werd, speelde zich vooral in de kijker in de topper tegen Club Brugge. Hij draaide zijn rechtstreekse tegenstanders dol en loodste Gent naar een klinkende 4-1 zege, waarin hij zelf een hattrick scoorde.
Francky Dury werd uitgeroepen tot Trainer van het Jaar. De West-Vlaming was een nieuwkomer in de hoogste afdeling maar veroverde met het bescheiden Zulte-Waregem meteen de beker.
Vedran Runje, de Kroatische doelman van vicekampioen Standard Luik, werd voor de derde keer verkozen tot Keeper van het Jaar.
De Zweed Pär Zetterberg kwam voor de zesde en laatste keer als winnaar uit de bus bij de uitreiking van de Fair-Playprijs. Paul Allaerts werd dan weer voor de tweede keer op rij verkozen tot Scheidsrechter van het Jaar.

## Uitslag

### Profvoetballer van het Jaar
| Nr. | Land                                  | Winnaar               | Club           | Ptn. |
| --- | ------------------------------------- | --------------------- | -------------- | ---- |
| 1.  | Vlag van Marokko · Vlag van Nederland | Mbark Boussoufa       | AA Gent        | 672  |
| 2.  | Vlag van Zweden                       | Christian Wilhelmsson | RSC Anderlecht | 282  |
| 3.  | Vlag van Zweden                       | Pär Zetterberg        | RSC Anderlecht | 110  |

### Keeper van het Jaar
| Nr. | Land                              | Winnaar          | Club               | Ptn. |
| --- | --------------------------------- | ---------------- | ------------------ | ---- |
| 1.  | Vlag van Kroatië                  | Vedran Runje     | Standard Luik      | 446  |
| 2.  | Vlag van Frankrijk                | Bertrand Laquait | Sporting Charleroi | 283  |
| 3.  | Vlag van België · Vlag van Italië | Silvio Proto     | RSC Anderlecht     | 255  |

### Trainer van het Jaar
| Nr. | Land            | Winnaar             | Club               | Ptn. |
| --- | --------------- | ------------------- | ------------------ | ---- |
| 1.  | Vlag van België | Francky Dury        | Zulte-Waregem      | 667  |
| 2.  | Vlag van België | Georges Leekens     | Sporting Charleroi | 388  |
| 3.  | Vlag van België | Dominique D'Onofrio | Standard Luik      | 248  |

### Jonge Profvoetballer van het Jaar
| Nr. | Land                                      | Winnaar         | Club           | Ptn. |
| --- | ----------------------------------------- | --------------- | -------------- | ---- |
| 1.  | Vlag van Marokko · Vlag van Nederland     | Mbark Boussoufa | AA Gent        | 526  |
| 2.  | Vlag van België                           | Steven Defour   | KRC Genk       | 443  |
| 3.  | Vlag van België · Vlag van Congo-Kinshasa | Vincent Kompany | RSC Anderlecht | 105  |

### Scheidsrechter van het Jaar
| Nr. | Land            | Winnaar            | Ptn. |
| --- | --------------- | ------------------ | ---- |
| 1.  | Vlag van België | Paul Allaerts      | 331  |
| 2.  | Vlag van België | Johny Ver Eecke    | 321  |
| 3.  | Vlag van België | Frank De Bleeckere | 306  |

### Fair-Playprijs
| Nr. | Land                                  | Winnaar          | Club           | Ptn. |
| --- | ------------------------------------- | ---------------- | -------------- | ---- |
| 1.  | Vlag van Zweden                       | Pär Zetterberg   | RSC Anderlecht | 37   |
| 2.  | Vlag van Marokko · Vlag van Nederland | Mbark Boussoufa  | AA Gent        | 25   |
| 3.  | Vlag van België                       | Frédéric Herpoel | AA Gent        | 16   |